# Vatican News
Vatican News – oficjalna wielojęzyczna gazeta internetowa Stolicy Apostolskiej.
Portal udostępnia trzydzieści cztery wersje językowe. Siedziba redakcji znajduje się w Państwie Watykańskim na Piazza Pia 3.

## Historia
Papież Franciszek wydał motu proprio ustanawiające Sekretariat ds. Komunikacji 27 czerwca 2015 roku, przemianowany 27 lutego 2018 roku na Dykasterię ds. Komunikacji Stolicy Apostolskiej. Vatican News jako oficjalne medium internetowe Watykanu udostępniono 16 grudnia 2017 roku. Instytucją odpowiadającą za redakcję i funkcjonowanie jest Dykasteria ds. Komunikacji Kurii Rzymskiej. Funkcję dyrektora wydawniczego pełni dr Andrea Tornielli. Vatican News kieruje ks. Paweł Rytel-Andrianik (od 2023 roku).